# Декстер (тауншип, Миннесота)
Декстер (англ. Dexter) — тауншип в округе Моуэр, Миннесота, США. На 2000 год его население составило 289 человек.

## География
По данным Бюро переписи населения США площадь тауншипа составляет 89,9 км², из которых 89,9 км² занимает суша, водоёмов нет.

## Демография
По данным переписи населения 2000 года здесь находились 289 человек, 100 домохозяйств и 79 семей.  Плотность населения —  3,2 чел./км².  На территории тауншипа расположено 105 построек со средней плотностью 1,2 построек на один квадратный километр. Расовый состав населения: 97,23% белых, 0,69% афроамериканцев, 0,35% c Тихоокеанских островов, 0,35% — других рас США и 1,38% приходится на две или более других рас. Испанцы или латиноамериканцы любой расы составляли 0,35% от популяции тауншипа.
Из 100 домохозяйств в 43,0% воспитывались дети до 18 лет, в 76,0% проживали супружеские пары, в 1,0% проживали незамужние женщины и в 21,0% домохозяйств проживали несемейные люди. 17,0% домохозяйств состояли из одного человека, при том 7,0% из — одиноких пожилых людей старше 65 лет. Средний размер домохозяйства — 2,89, а семьи — 3,29 человека.
33,6% населения младше 18 лет, 3,1% в возрасте от 18 до 24 лет, 31,1% от 25 до 44, 17,0% от 45 до 64 и 15,2% старше 65 лет. Средний возраст — 35 лет. На каждые 100 женщин приходилось 92,7 мужчин.  На каждые 100 женщин старше 18 приходилось 118,2 мужчин.
Средний годовой доход домохозяйства составлял 49 750 долларов, а средний годовой доход семьи —  58 750 долларов. Средний доход мужчин —  28 750  долларов, в то время как у женщин — 29 500. Доход на душу населения составил 27 195 долларов. За чертой бедности находились 11,4% семей и 13,8% всего населения тауншипа, из которых 14,6% младше 18 и 33,3% старше 65 лет.